# Ђово
Ђово (итал. Giovo) је насеље у Италији у округу Тренто, региону Трентино-Јужни Тирол.
Према процени из 2011. у насељу је живело 2392 становника. Насеље се налази на надморској висини од 497 м.

## Становништво
| 1931. | 1936. | 1951. | 1961. | 1971. | 1981. | 1991. | 2001. | 2011. |
| ----- | ----- | ----- | ----- | ----- | ----- | ----- | ----- | ----- |
| 2.506 | 2.330 | 2.373 | 2.314 | 2.237 | 2.220 | 2.288 | 2.392 | 2.465 |